# Monte Goode
El monte Goode, pronunciado como "goog" (en inglés),  es una prominente cima glacial de 3.234 m (10.610 pies) situada en las montañas Chugach, en el estado estadounidense de Alaska. La cima está situada a 60 millas (97 km) al este de Anchorage, a 10 millas (16 km) al noroeste de College Fjord, a 3,35 millas (5 km) al oeste de Mount Grace, y a 10,9 millas (18 km) al suroeste del Mount Marcus Baker, en terrenos administrados por el Bosque Nacional Chugach.

## Historia

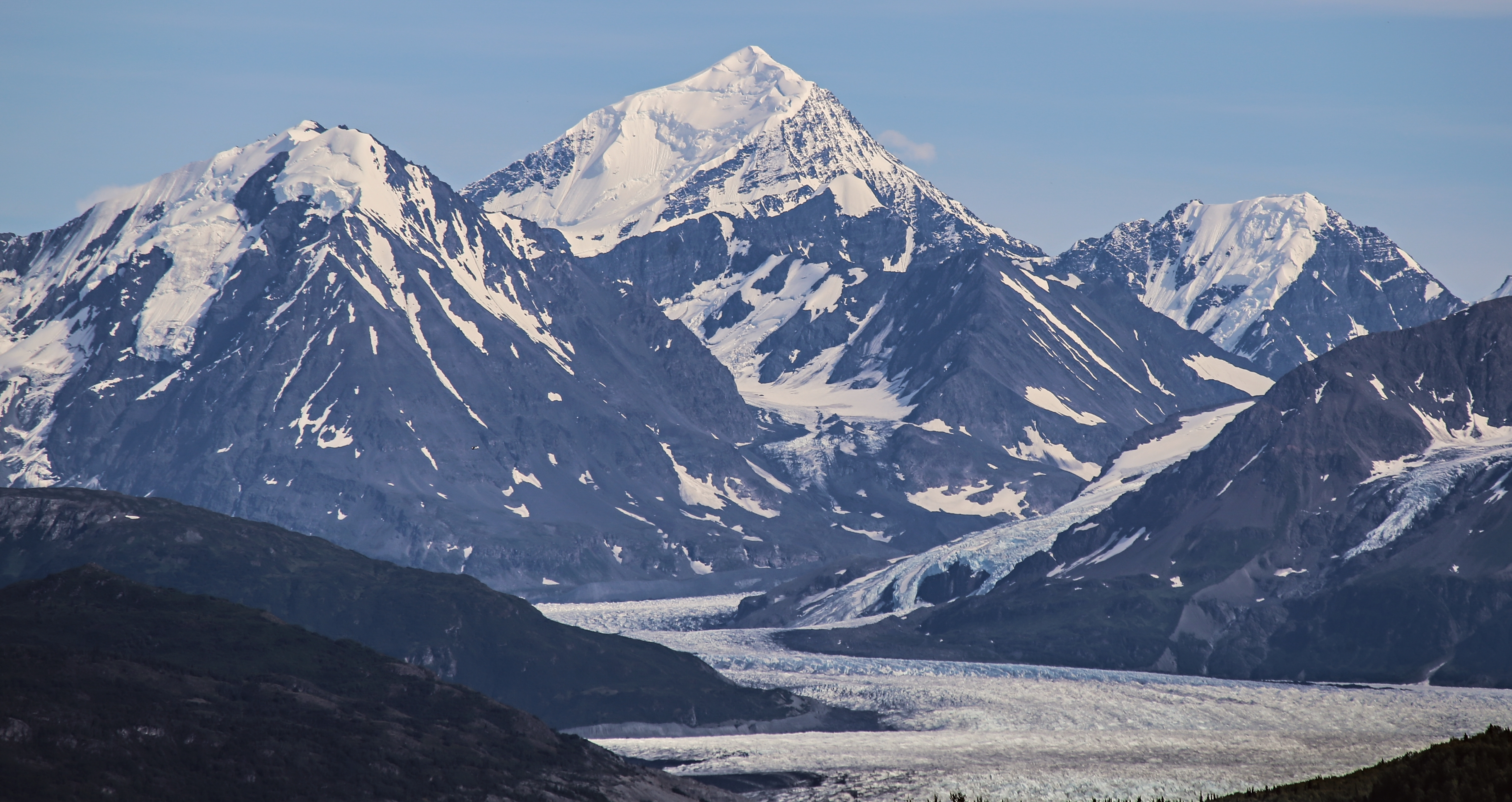
El monte Goode y el glaciar Knik

Esta montaña se llama Skitnu Dghelaya, que significa Montaña del Río Brush, en el idioma Denaʼina. El nombre del Monte Goode fue adoptado oficialmente el 5 de marzo de 1924 por la Junta de Nombres Geográficos de los Estados Unidos para conmemorar a Richard Urquhart Goode (1858-1903), geógrafo del Servicio Geológico de los Estados Unidos, a cargo de la División del Pacífico, Rama Topográfica, en la época en que se realizaron los primeros trabajos en la zona de Alaska. El primer ascenso al pico fue realizado en abril de 1966 por John Vincent Hoeman y Helmut Tschaffert.

## Clima
Según la clasificación climática de Köppen, el monte Goode está situado en una zona climática subártica con inviernos largos, fríos y nevados, y veranos frescos. Las temperaturas pueden caer por debajo de -20 °C con factores de enfriamiento del viento por debajo de -30 °C. Este clima soporta el glaciar Knik que rodea la montaña. Los meses de mayo a junio ofrecen el clima más favorable para la escalada.

## Referencias

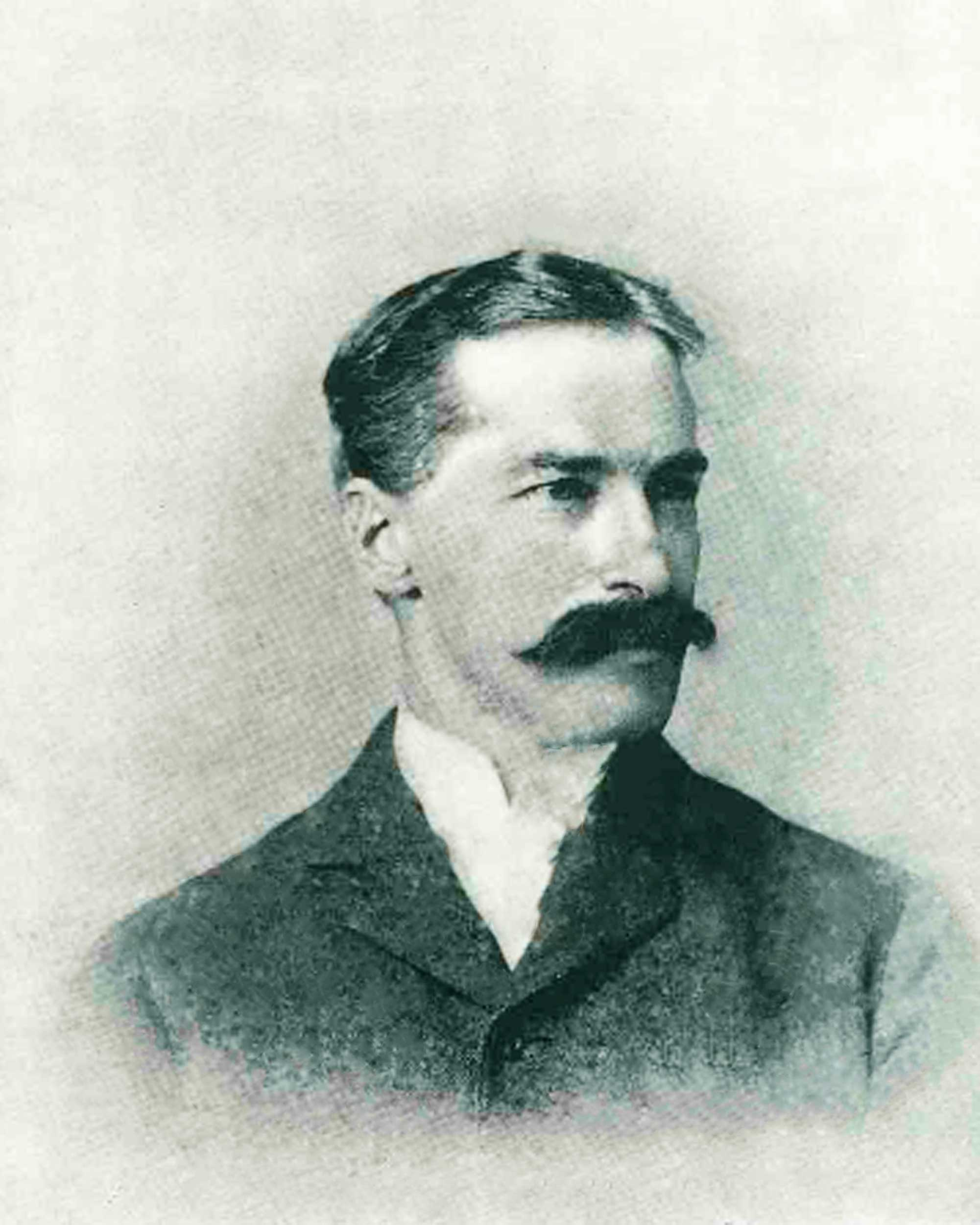
Richard U. Goode

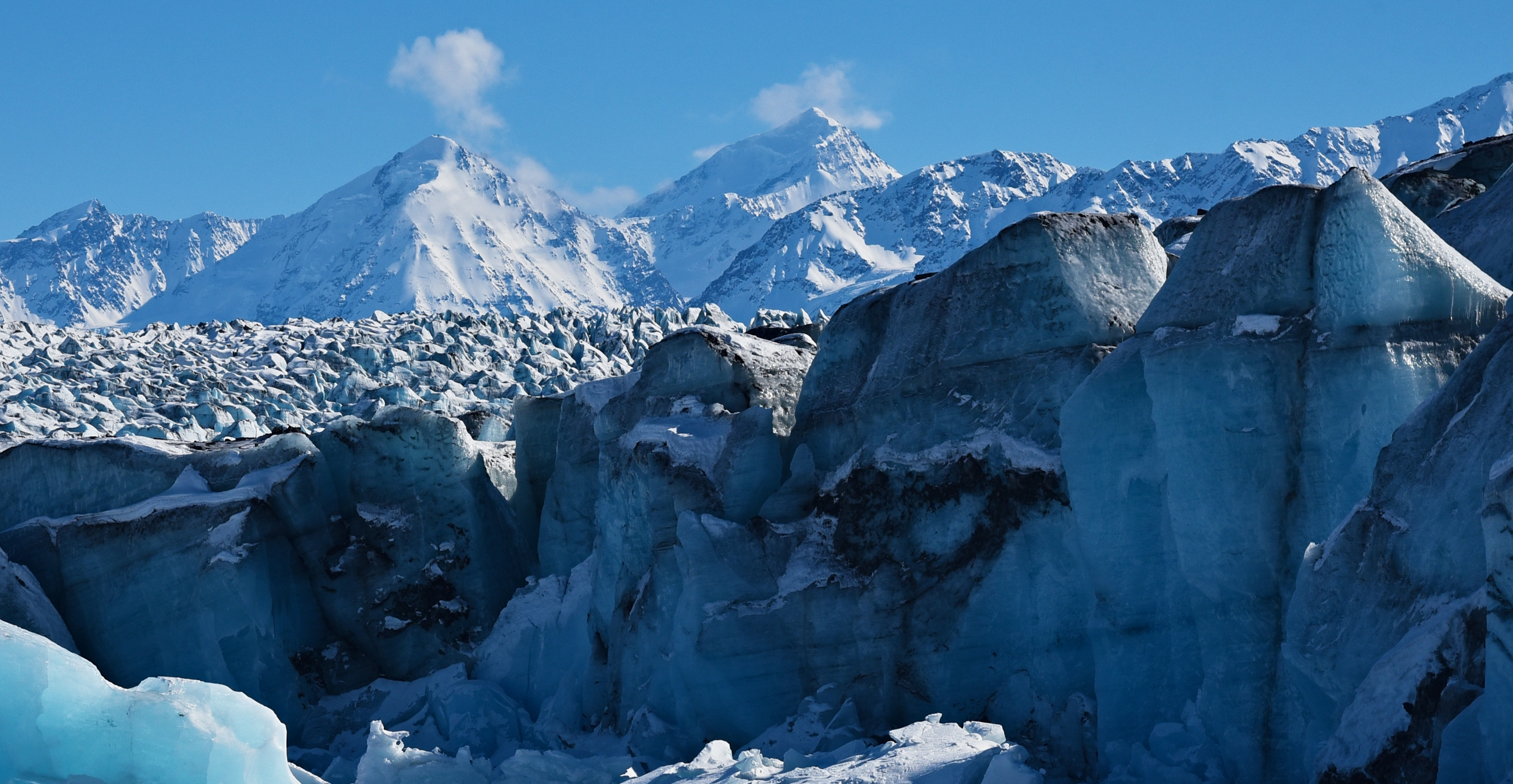
El monte Goode en el centro más allá del glaciar Knik